# Peter Jedicke
Peter Jedicke (1955.), kanadski astronom amater. Brat mu je Robert Jedicke (1963.) i sestra June Jedicke-Zehr (1966.). Peter je astronom i fizičar na koledžu Fanshawe, predsjednik Kraljevskog astronomskog društva Kanade i jedan od najpoznatijih kanadskih astronoma amatera. Ovoj obitelji u čast nazvan je 5899 Jedicke .